# Le Fabuleux Destin d'Amélie Poulain (soundtrack)
Le Fabuleux Destin d'Amélie Poulain is de originele soundtrack van de film met dezelfde naam en werd gecomponeerd door Yann Tiersen. Het album werd op 23 april 2001 uitgebracht door Virgin Records.
Filmregisseur Jean-Pierre Jeunet die tijdens de productie van de film Tiersen vorige albums had gehoord, benaderde Tiersen voor het maken van de soundtrack van de film. Tiersen gebruikte bij de uitvoering van de muziek veel akoestisch instrumenten waaronder een klavecimbel, vibrafoon en een accordeon. Ook speelde Tiersen op de piano, banjo, Mandoline, gitaar, contrabas en een melodica. De composities die gecomponeerd zijn op de soundtrack worden ook wel eigentijdse klassieke muziek genoemd. De nummers "Les jours tristes" en "À quai" zijn uitgevoerd door het orkest 'Ensemble Orchestral Synaxis'. Bij het laatst genoemde nummer speelde Christine Ott op de ondes-Martenot en Christian Quermalet speelde drums bij het nummer "Les jours tristes". Het muziekthema "La valse d'Amélie" en pianonummer "Comptine d'un autre été: L'après-midi" zijn later ook gebruikt in diverse televisieprogramma's.
De muziek won in 2001 een World Soundtrack Award voor 'Best Original Soundtrack of the Year' en in 2002 een César Award voor 'Meilleure musique écrite pour un film'. Het nummer "Comptine d'un autre été: L'après-midi" kwam in 2018 binnen op plaats 1099 in de lijst van het jaarlijks radioprogramma de Top 2000 van NPO Radio 2. De soundtrack van de film scoort ook steevast hoog in de Nederlandse Filmmuziek Top 200 van NPO Klassiek: op nummer 12 in 2024 en op 10 in 2025.

## Nummers
| Nr. | Titel                                  | Opmerkingen                                                                        | Duur |
| --- | -------------------------------------- | ---------------------------------------------------------------------------------- | ---- |
| 1   | J'y suis jamais allé                   |                                                                                    | 1:34 |
| 2   | Les jours tristes (Instrumental)       | geschreven door Tiersen en Neil Hannon                                             | 3:03 |
| 3   | La valse d'Amélie                      |                                                                                    | 2:15 |
| 4   | Comptine d'un autre été: L'après-midi  |                                                                                    | 2:20 |
| 5   | La noyée                               |                                                                                    | 2:02 |
| 6   | L 'autre valse Amélie                  |                                                                                    | 1:33 |
| 7   | Guilty                                 | gezongen door Al Bowlly geschreven door Gus Kahn, Richard A. Whiting en Harry Akst | 3:13 |
| 8   | À quai                                 |                                                                                    | 3:32 |
| 9   | Le moulin                              |                                                                                    | 4:27 |
| 10  | Pas si simple                          |                                                                                    | 1:52 |
| 11  | La valse d'Amélie (Orchestral Version) |                                                                                    | 2:00 |
| 12  | La valse des vieux os                  |                                                                                    | 2:20 |
| 13  | La dispute                             |                                                                                    | 4:15 |
| 14  | Si tu n'étais pas là                   | gezongen door Fréhel Geschreven door Gaston Claret en Pierre Bayle                 | 3:29 |
| 15  | Soir de fête                           |                                                                                    | 2:55 |
| 16  | La redécouverte                        |                                                                                    | 1:13 |
| 17  | Sur le fil                             |                                                                                    | 4:23 |
| 18  | Le banquet                             |                                                                                    | 1:31 |
| 19  | La valse d'Amélie (Piano Version)      |                                                                                    | 2:38 |
| 20  | La valse des monstres                  |                                                                                    | 3:39 |

## Hitnoteringen

### NPO Klassiek Filmmuziek Top 200
| Le Fabuleux Destin d'Amélie Poulain in de NPO Klassiek Filmmuziek Top 200 | Le Fabuleux Destin d'Amélie Poulain in de NPO Klassiek Filmmuziek Top 200 | Le Fabuleux Destin d'Amélie Poulain in de NPO Klassiek Filmmuziek Top 200 | Le Fabuleux Destin d'Amélie Poulain in de NPO Klassiek Filmmuziek Top 200 | Le Fabuleux Destin d'Amélie Poulain in de NPO Klassiek Filmmuziek Top 200 | Le Fabuleux Destin d'Amélie Poulain in de NPO Klassiek Filmmuziek Top 200 | Le Fabuleux Destin d'Amélie Poulain in de NPO Klassiek Filmmuziek Top 200 | Le Fabuleux Destin d'Amélie Poulain in de NPO Klassiek Filmmuziek Top 200 | Le Fabuleux Destin d'Amélie Poulain in de NPO Klassiek Filmmuziek Top 200 | Le Fabuleux Destin d'Amélie Poulain in de NPO Klassiek Filmmuziek Top 200 | Le Fabuleux Destin d'Amélie Poulain in de NPO Klassiek Filmmuziek Top 200 |
| Jaar                                                                      | 2016                                                                      | 2017                                                                      | 2018                                                                      | 2019                                                                      | 2020                                                                      | 2021                                                                      | 2022                                                                      | 2023                                                                      | 2024                                                                      | 2025                                                                      |
| ------------------------------------------------------------------------- | ------------------------------------------------------------------------- | ------------------------------------------------------------------------- | ------------------------------------------------------------------------- | ------------------------------------------------------------------------- | ------------------------------------------------------------------------- | ------------------------------------------------------------------------- | ------------------------------------------------------------------------- | ------------------------------------------------------------------------- | ------------------------------------------------------------------------- | ------------------------------------------------------------------------- |
| Positie                                                                   | 10                                                                        | 11                                                                        | 15                                                                        | 7                                                                         | 9                                                                         | 11                                                                        | 11                                                                        | 13                                                                        | 12                                                                        | 10                                                                        |